# 里茨维尔 (华盛顿州)
里茨维尔（英語：Ritzville），是美国华盛顿州亚当斯县下属的一座城市，也是該縣的縣治。根据2000年美国人口普查，该市有人口1,736人。根据2010年美国人口普查，该市有人口1,673人。而2011年估计该市有1,699人。

## 外部連結
- （英文）里茨维尔市官方網站
- （英文）里茨维尔文化遺產
- （英文）里茨维尔的歷史 （页面存档备份，存于） 在HistoryLink
- （英文）已知的里茨维尔超速監視區列表 （页面存档备份，存于）
- （英文）里茨维尔消防隊